# Tony Hawk's Pro Skater 3
Tony Hawk's Pro Skater 3 is het derde spel uit de Tony Hawk-spelserie. In het spel moet de gebruiker skateboarden. In versie 3 kunnen combo's langer gemaakt worden omdat de nieuwe trick "Revert" is toegevoegd. Een combo is een reeks van trucs achter elkaar waardoor de score van de speler verhoogt, aangezien deze de punten vermenigvuldigd zijn met het aantal tricks in die combo. Een revert kan gebruikt worden om van een air in een halfpipe over te gaan naar Manual.

## Personages
- Tony Hawk
- Steve Caballero
- Kareem Campbell
- Rune Glifberg
- Eric Koston
- Bucky Lasek
- Bam Margera
- Rodney Mullen
- Chad Muska
- Andrew Reynolds
- Geoff Rowley
- Elissa Steamer
- Jamie Thomas
- Darth Maul (vrijspeelbaar personage)
- Wolverine (vrijspeelbaar personage)
- Kelly Slater (vrijspeelbaar personage)
- Officer Dick (vrijspeelbaar personage)
- Private Carrera (vrijspeelbaar personage)
- Ollie the Magic Bum (vrijspeelbaar personage)
- Demoness (vrijspeelbaar personage)
- Neversoft Eyeball (vrijspeelbaar personage)
- Bones (vrijspeelbaar personage alleen op de Xbox-versie)
- Doomguy (vrijspeelbaar personage alleen op de pc-versie)

## Tracks
- The Adolescents - "Amoeba"
- AFI - "The Boy Who Destroyed the World"
- Alien Ant Farm - "Wish"
- Bodyjar - "Not the Same"
- CKY - "96 Quite Bitter Beings"
- Del tha Funkee Homosapien - "If You Must"
- Guttermouth - "I'm Destroying the World"
- House of Pain - "I'm a Swing-It"
- KRS-One - "Hush"
- The Mad Capsule Markets - "Pulse"
- Motörhead - "Ace of Spades"
- The Nextmen - "Amongst Madness"
- Ozomatli - "Cut Chemist Suite"
- Ramones - "Blitzkrieg Bop"
- Red Hot Chili Peppers - "Fight Like a Brave"
- Redman - "Let's Get Dirty"
- The Reverend Horton Heat - "I Can't Surf"
- Rollins Band - "What's the Matter Man"
- Xzibit - "Paparazzi"
- Zebrahead - "Check"

## Ontvangst
Het spel werd overwegend positief ontvangen:
| Beoordeeld door          | Jaar | Platform      | Score |
| ------------------------ | ---- | ------------- | ----- |
| GamePro (US)             | 2001 | PlayStation 2 | 100%  |
| Game Revolution          | 2001 | PlayStation 2 | 100%  |
| Netjak                   | 2002 | GameCube      | 97%   |
| IGN                      | 2001 | PlayStation 2 | 97%   |
| Game Freaks 365          | 2005 | GameCube      | 95%   |
| HonestGamers             | 2005 | Xbox          | 90%   |
| GameSpot                 | 2002 | Windows       | 90%   |
| Playstation Illustrated  | 2002 | PlayStation   | 85%   |
| All Game Guide           | 2001 | PlayStation   | 80%   |
| Entertainment Depot, The | 2002 | PlayStation 2 | 75%   |

## Trivia
- Tony Hawk's Pro Skater 3 is een van de 7 spellen die na 1.100 stemmen op GameSpot een perfecte 10 haalde.
- Tony Hawk's Pro Skater HD, dat in de zomer van 2012 is uitgekomen en onderdelen van Tony Hawk's Pro Skater 3 bevat, heeft gemengde recensies gekregen en werd over het algemeen veel slechter ontvangen dan het origineel.[1]